# Kerkeweerd
Kerkeweerd is een natuurgebied ten westen van Stokkem, aan de Maas tegenover Obbicht. Het meet 40 ha en is grotendeels in beheer bij het Agentschap voor Natuur en Bos. Het gebied is Europees beschermd als onderdeel van Natura 2000-gebied (habitatrichtlijngebied 'Uiterwaarden langs de Limburgse Maas en Vijverbroek' (BE2200037)).

## Geschiedenis
Het betreft een grindplas in een uiterwaardengebied dat van 1955 tot 1975 werd ontgrind. Vóór de grindwinning was het voornamelijk een weidegebied. Nadat de grindwinning beëindigd werd, is het gebied opgevuld met klei-achtige dekgrond en slib uit de Maas. Tussen 1975 en 1995 was het in gebruik als weide- en hooiland, en in het zuidelijk deel werden populieren aangeplant. De natuurontwikkeling begon in 1996. Dit was mede het gevolg van enkele overstromingen die de ongeschiktheid van het terrein voor de landbouw aantoonden. Er ontstond een reliëfrijk terrein en een V-vormige plas. Het gebied is enkele malen door de Maas overstroomd en door de aanvoer van zaden ontstond een gebied met een grote variatie aan planten, waaronder 34 Rode-Lijstsoorten.

## Flora en fauna
Vanaf 1996 werden er 70 bijzondere plantensoorten waargenomen. Ook tal van broedvogels werden gesignaleerd, waaronder de buidelmees. Verder werden 22 soorten libellen waargenomen, waaronder bruine korenbout, grote roodoogjuffer, kanaaljuffer en zuidelijke heidelibel. Ook 20 soorten dagvlinders werden gezien, waaronder het bruin blauwtje. Verdere insectensoorten zijn, onder andere, de kustsprinkhaan, de sikkelsprinkhaan, het zuidelijk spitskopje en de oliekever.
Het gebied wordt begraasd door konikpaarden en Gallowayrunderen. De uitheemse populieren werden vervangen door aanplant van de inheemse zwarte populier.
Kerkeweerd is vrij toegankelijk en wordt ontsloten door een gemarkeerde wandeling.